# Число Деборы
Число Деборы ({\displaystyle \mathrm {De} }) — критерий подобия в реологии, показывающий степень текучести материала в эксперименте.
Число Деборы определяется как
{\displaystyle \mathrm {De} ={\frac {t_{\mathrm {c} }}{t_{\mathrm {p} }}},}
где {\displaystyle t_{\mathrm {c} }} — характерное время релаксации материала, {\displaystyle t_{\mathrm {p} }} — характерное время наблюдения. При временах наблюдения, превышающих характерное время релаксации, материал течёт, то есть чем меньше число Деборы, тем текучее материал в рамках проводимого эксперимента.
Критерий был введен М. Рейнером, он же и придумал название, связанное с цитатой из песни Деворы (Суд. 5:5):

…горы таяли от лица Господа…
Критерий Деборы применим к жидкостям Максвелла, но не применим к жидкостям Кельвина — Фойгта.